# Powiat Schlochau
Powiat Schlochau (niem. Landkreis Schlochau, Kreis Schlochau; pol. powiat człuchowski) – dawny powiat na terenie kolejno Prus, Cesarstwa Niemieckiego, Republiki Weimarskiej oraz III Rzeszy, istniejący od 1818 do 1945. Od 1938 należy do rejencji pilskiej, w prowincji Pomorze. Teren dawnego powiatu leży obecnie w Polsce, w województwach zachodniopomorskim, pomorskim oraz wielkopolskim.

## Historia
Powiat powstał 1 kwietnia 1818 w rejencji kwidzyńskiej w prowincji Prusy Zachodnie. 3 grudnia 1829 powiat wszedł w skład prowincji Prusy. Od 1 kwietnia 1878 ponownie w prowincji Prusy Zachodnie. 20 listopada 1919 powiat był administrowany ze Schneidemühl. 1 grudnia 1919 z powiatu Konitz przyłączono do powiatu miejscowości Klein Jenznick, Mankau i Platendienst. 10 stycznia 1920 w wyniku traktatu wersalskiego północno-wschodnie tereny powiatu przyłączono do Polski. 1 lipca 1922 utworzono nowa prowincję Marchia Graniczna Poznańsko-Zachodniopruska. Miesiąc później powiat wszedł w skład rejencji pilskiej. 1 października 1938 po rozwiązaniu prowincji Marchia Graniczna Ponzańsko-Zachodniopruska, powiat wcielono do prowincji Pomorze, do rejencji pilskiej.
W 1939 roku powiat zamieszkiwało 55 110 osób, z czego 33 102 ewangelików, 21 394 katolików, 63 pozostałych chrześcijan i 136 Żydów.
Wiosną 1945 obszar powiatu zdobyły wojska 2 Frontu Białoruskiego Armii Czerwonej. Po odejściu wojsk frontowych, powiat na podstawie uzgodnień jałtańskich został przekazany polskiej administracji. Jeszcze w tym samym roku zmieniono nazwę powiatu na powiat człuchowski, nie zmieniając znacząco granic.
1 stycznia 1945 na terenie powiatu znajdowało się pięć miast:
- Baldenburg (Biały Bór), 2 294 mieszk[2]
- Hammerstein (Czarne), 4 387 mieszk[2]
- Landeck (Lędyczek), 1 010 mieszk[2]
- Preußisch Friedland (Debrzno), 3 843 mieszk[2]
- Schlochau (Człuchów), siedziba powiatu, 6 029 mieszk[2]